# ذا ايمبوستر (فلم 2012)
ذا ايمبوستر (بالإنجليزية: The Imposter) فيلم بريطاني إصدار عام 2012، الفيلم من بطولة Adam O'Brian وFrédéric Bourdin ومن إخراج Bart Layton.

## القصة
قصة الفيلم هي قصة وثائقية عن شاب فرنسي يخدع عائلة من تكساس بأنه، هو ابنهم ذو الـ 16 عاماً والذي فقدوه تماما لمدة 3 سنوات.

## فريق العمل
- Adam O'Brian بدور فريديك
- Frédéric Bourdin بدور فريديك
- Carey Gibson بدور كاري
- Anna Ruben بدور كاري

## روابط خارجية
- مقالات تستعمل روابط فنية بلا صلة مع ويكي بيانات